# Cerro Prieto
Il Cerro Prieto (in italiano Collina Scura) è un edificio vulcanico costituito da due strutture distinte: un cono di scorie e una struttura formata da tre duomi lavici dacitici disposti in direzione nord-est sud-est. 
La struttura più grande è il cono di scorie alto 223 m e situato nella zona sudorientale del complesso vulcanico, alla cui sommità è presente un cratere ellittico con un asse maggiore di 387 m e un asse minore di 337 m.
L'edificio, situato circa 29 km a sud sud-est di Mexicali, una cittadina dello stato messicano della Bassa California, e che si ritiene si sia formato nel giro di 100-1.000 anni in seguito a una serie di eventi accaduti circa 80.000 anni fa (quindi nel Tarantiano), giace su un centro di espansione associato alla dorsale del Pacifico orientale. Questo centro di espansione ha portato alla nascita di un grande giacimento geotermico utilizzato per produrre energia elettrica dalla Centrale geotermica del Cerro Prieto.
Il punto di espansione del Cerro Prieto interseca l'estremità meridionale della zona di faglia di Imperial e l'estremità settentrionale della faglia del Cerro Prieto. Entrambe queste faglie trasformi sono parte della dorsale del Pacifico orientale, la cui parte settentrionale ha formato il Golfo di California, letteralmente separando la penisola di Bassa California dal Messico.